# 주사기

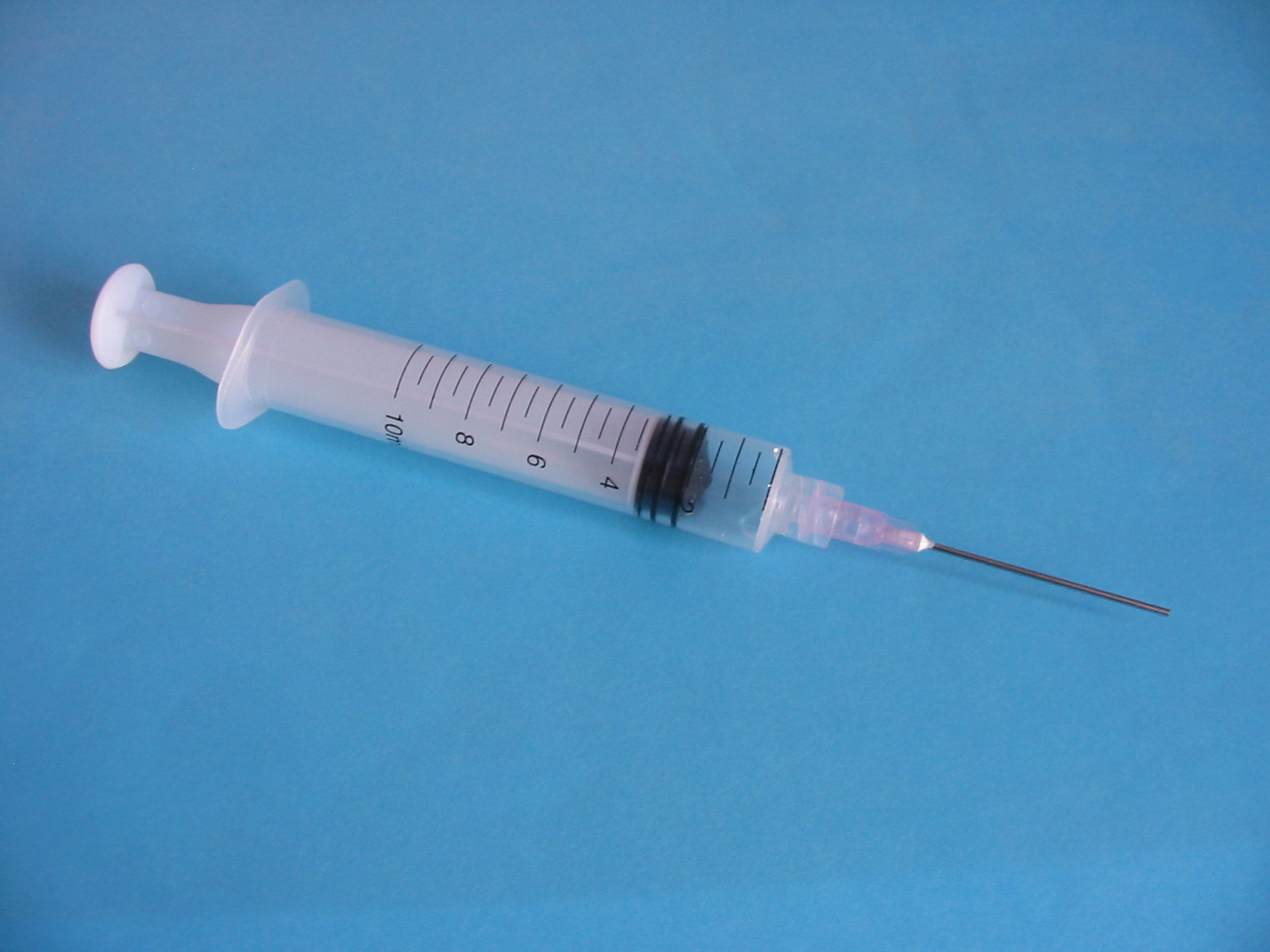
주사기

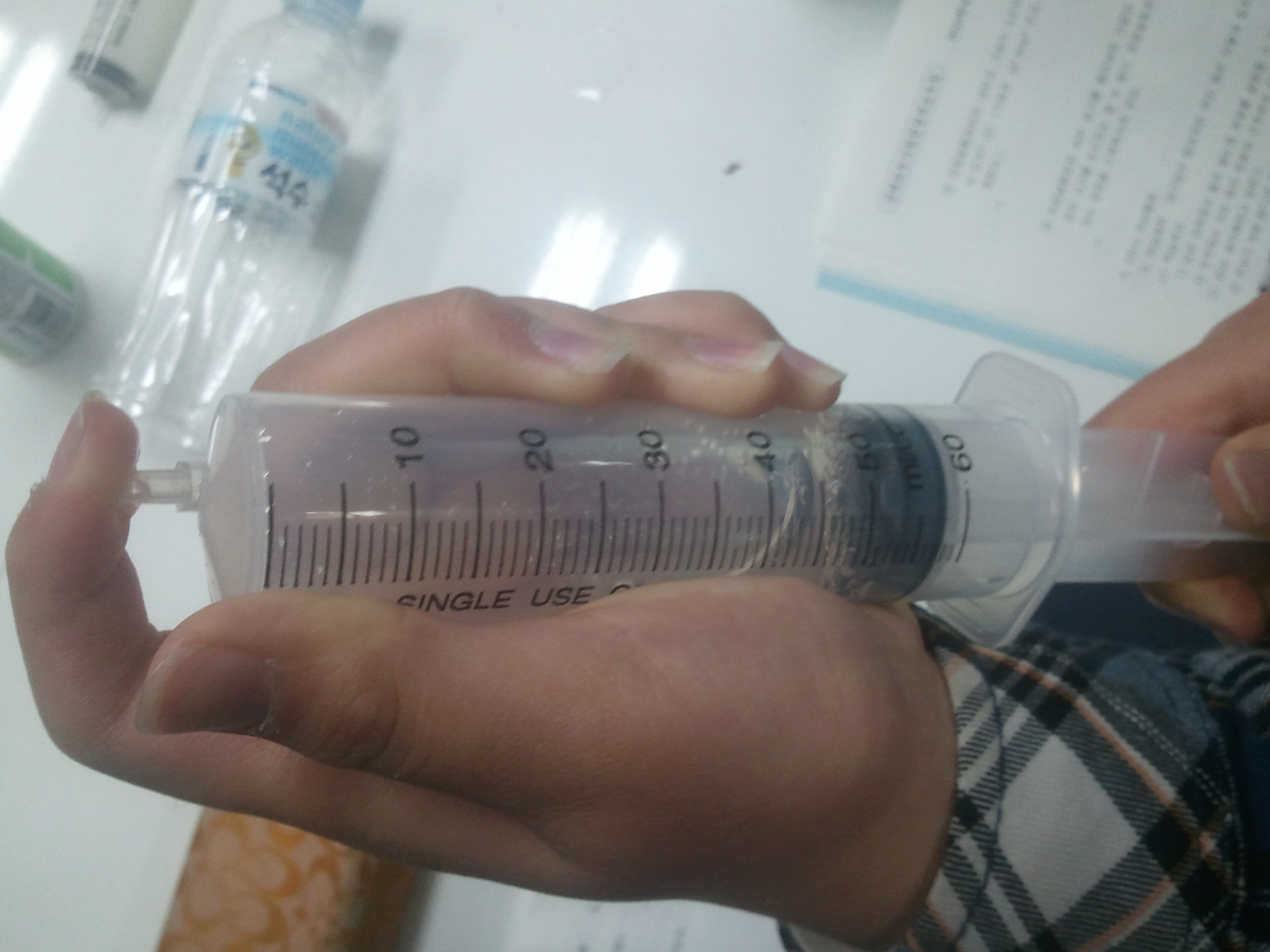
실험용 바늘 없는 주사기

주사기(注射器)는 약액(주사약)을 생물체의 체내에 주사하는 의료 기기이다. 주로 질병의 치료에 사용되고 있으며 몸통과 피스톤은 투명한 플라스틱으로 되어 있고 주사 바늘에는 구멍이 뚫려 있어서 주사할 때 약물이 주입되도록 되어 있다. 오늘날에는 주사기를 통한 2차 감염을 예방하기 위해, 접종 후 바로 버리는 1회용 주사기가 사용되고 있다.

## 역사
최초의 피스톤 주사기는 로마 시대에 사용되었다. 기원후 1세기 동안 아우렐리우스 코넬리우스 켈수스는 그의 책 《De Medicina》에서 이 기구들을 이용하여 합병증을 치료한 것을 언급하고 있다.

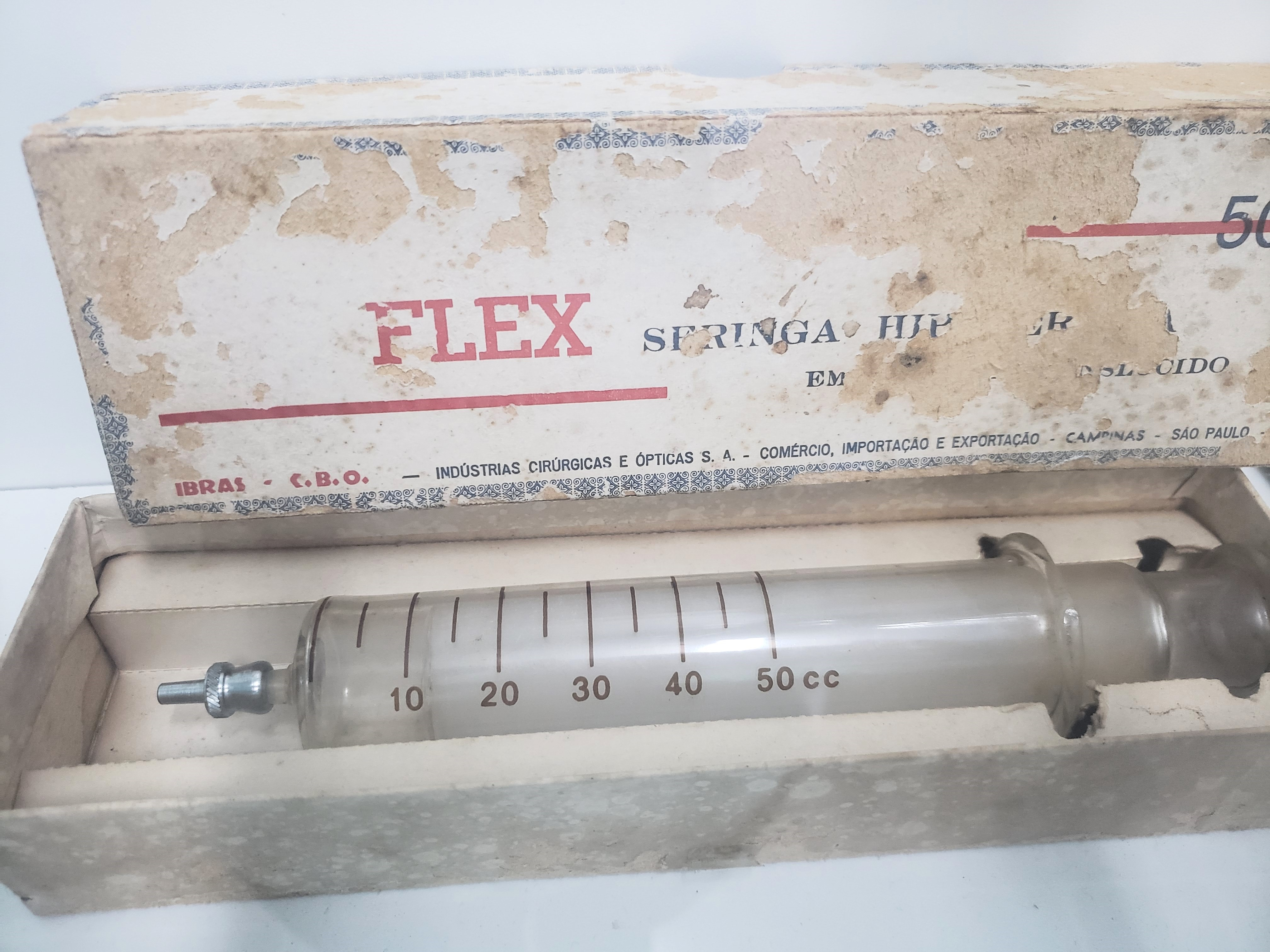

피하주사기는 1853년에 프랑스의 샤를 프라바즈와 스코틀랜드 출신 의사 알렉산더 우드가 발명하여 1866년까지 유리로 주사기가 만들어졌다. 하지만 약액의 부족으로 주사기는 1905년까지 널리 사용되지 못하다가 1921년 인슐린이 발견되면서 주사기 시장과 약액의 개발이 시작되었다. 이전에는 주사기를 사용하고 멸균하고 다시 사용하였으나 1956년 뉴질랜드의 약학자 콜린 머독에 의해 플라스틱으로 만든 일회용 주사기가 개발되면서 일회용 주사기의 사용은 주사기의 재사용으로 발병할 수 있는 에이즈나 기타 질병들을 예방할 수 있게 되었다.

## 같이 보기
- 인체 혈관